# Hefebank

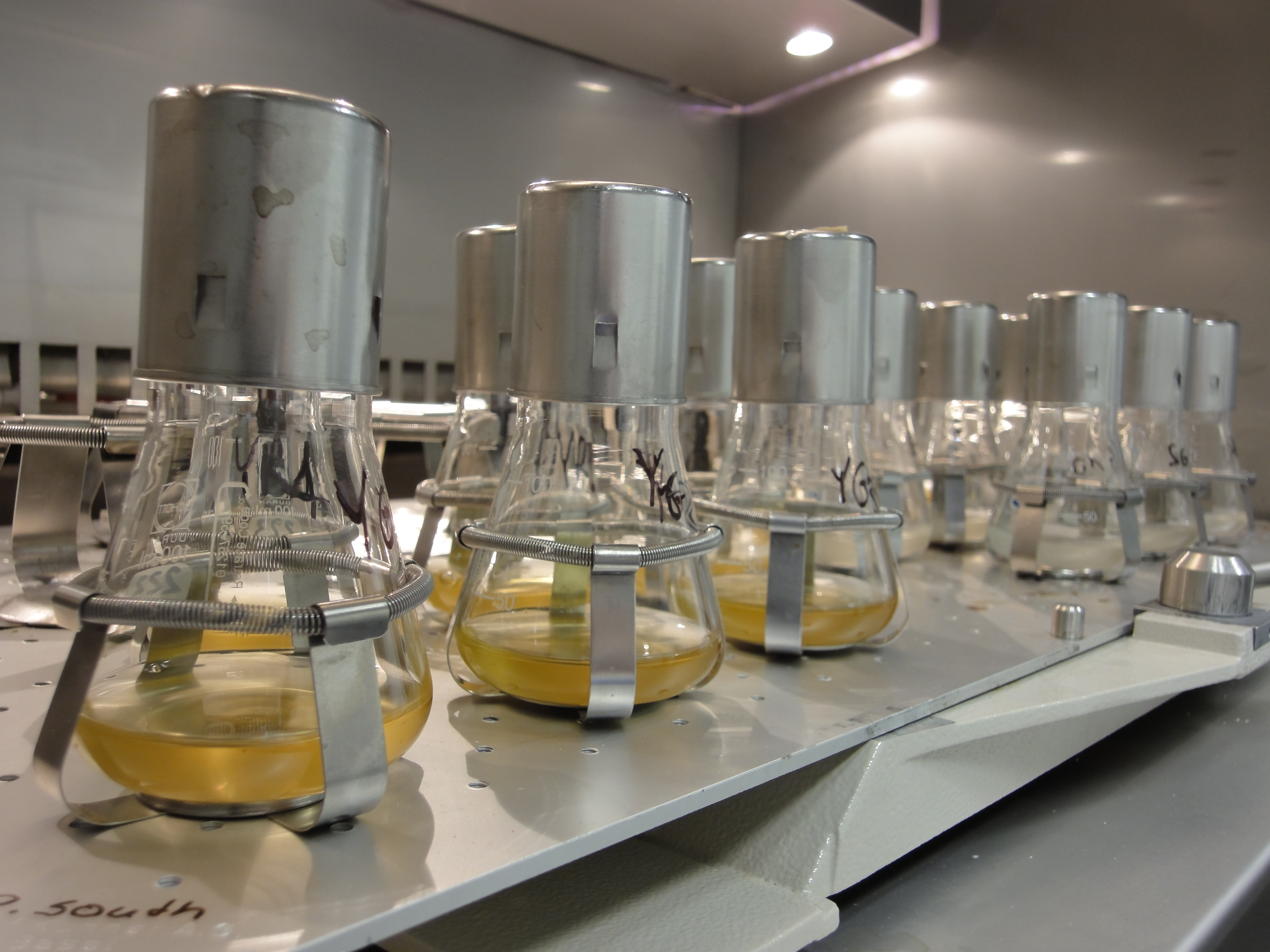
Vermehrung von Hefekulturen in Inkubatoren

Eine Hefebank ist ein Unternehmen oder eine Institution, die kommerziell verwendbare Hefen für Bierbrauer, Bäcker, Winzer und weitere Verwendungszwecke lagern, vermehren und vertreiben. Während große Brauereien häufig ihre eigenen Hefebanken betreiben, bleibt kleineren Brauereien nur der Weg zu einer Hefebank. Aus Sicherheitsgründen hinterlegen aber große Brauereien ihre eigenen Züchtungen in Hefebanken.
Neben vielen kleinen Hefebanken gibt es in Deutschland vier große Hefebanken:
- Hefebank Weihenstephan[4], Au in der Hallertau
- Forschungszentrum Weihenstephan für Brau- und Lebensmittelqualität[4]; Freising
- Doemens[4], Gräfelfing
- Versuchs- und Lehranstalt für Brauerei[4] (VLB); Berlin